# Phyllonorycter sublautella
Phyllonorycter sublautella là một loài bướm đêm thuộc họ Gracillariidae. Nó được tìm thấy ở miền nam Pháp to Hy Lạp.
Ấu trùng ăn Quercus cerris, Quercus pubescens, Quercus robur và Quercus rubra. Chúng ăn lá nơi chúng làm tổ.